# Kuril-szigetek
A Kuril-szigetek (oroszul Кури́льские острова́  [Kurilszkije osztrova], IPA: kuˈrʲilskiɪe əstrʌˈva, japánul 千島列島 [Csisima rettó] vagy クリル列島 [Kuriru rettó], más néven 北方領土 [Hoppó rjódo] am. Északi területek; magyarul régiesen Kurili-szigetek) 56 vulkanikus szigetből és sok kisebb sziklából álló, kettős ív alakban elterülő szigetcsoport az Ohotszki-tenger és a Csendes-óceán között. 1300 kilométer hosszan húzódik a japán Hokkaidó szigettől az orosz Kamcsatka félszigetig. A rétegvulkánokból álló szigetív geológiailag a csendes-óceáni tűzgyűrű része.
A Kuril-szigetek a második világháború óta Oroszországhoz tartozik, de Japán igényt formál a négy legdélebbi szigetre. A területi vita miatt még mindig nem született meg a világháborút lezáró békemegállapodás a két ország között.

## Általános jellemzők
A Kuril-szigeteken még ma is sok a működő vulkán és gejzír. Természeti ásványkincsekben nem bővelkedik. Viszont itt található a világon egyedüli módon a rénium nevű ásványi anyag, ami a molibdénnel egy csoportba sorolható.
Termálvíz bőven található a szigeteken.
Mielőtt a Kuril-szigeteket elérték volna a japánok és az oroszok, ezen a helyen az ainu népcsoport élt. Ők adták a Kuril-szigetek nevét is. Nyelvükben a Kuru szó „embert” jelentett. Először 1635-ben tettek említést a szigetekről, amikor is a japán felfedezők eljutottak Hokkaidó szigetére. Nem lehet tudni, hogy el is jutottak-e a szigetekre vagy az ott élő népek révén szereztek róluk tudomást, de a japánok az 1644-es új térképükön már ábrázolták azokat.
Ma a szigeteken alig él ember. Mindössze 2 halfeldolgozó gyára működik, amelyek állami kézben vannak. A következő években további 20 állami és 20 magánkézben lévő gyár építését tervezik, amelyek szintén halfeldolgozással, illetve halneveléssel és ritka halfajták újratelepítésével fognak foglalkozni. 2006. augusztus 3-án az orosz kormány elfogadott egy új átfogó fejlesztési programot, amely a szigetek teljes körű felzárkóztatását célozta meg. A 2007-es és 2015-ös évek közötti intervallumban új óvodák, kórházak, iskolák építését tervezték.
Manapság az egyik legfőbb gond az, hogy a szovjet időkben elhanyagolt szigetek erős áramhiányát csökkentsék, mivel itt az orosz átlaghoz képest a villamosenergia-árak akár 4-szer magasabbak, mint Oroszország más hasonló területein, például Szahalinon vagy Kamcsatkán. Az erős áramhiányt modern geotermikus erőművek építésével tervezték megoldani a fent említett években. A lakosság száma kb. 19-20 ezer fő.

## Története

A határvonal változásai a Kuril-szigetek területén

A Kuril-szigetek először az Edo-korban kerültek japán irányítás alá, amikor a Macumae család bejelentette rá igényét, azt állítva, hogy a japánok már 370 évvel azelőtt tudtak az északi szigetek létezéséről. Az északi szigetek és Ezo (Hokkaidó) között már sokkal korábban létezett kereskedelem. A „Sóhó Onkuko Ezu” térkép, melyet a Tokugava-sógunátus alatt, 1644-ben készítettek, 39 kisebb-nagyobb szigetet tüntet fel a Siretoko-félszigettől és a Noszappu-foktól északkeletre. 
Oroszország a 18. század elején kezdte benyomulását a Kuril-szigetek területére. Bár az oroszok gyakran küldtek kutatóexpedíciókat a szigetekre, és tengeri vidrára is vadásztak, soha nem hatoltak az Urup-szigetnél délebbre.
Az oroszok már a 18. században létrehozták első településüket az Iturup-szigeten. Ennek oka az volt, hogy a Tokugava-sógunátus ellenőrizte az Ituruptól délre eső szigeteket, és őrhelyeket állított a szigeteken a behatolások megakadályozására.
1811-ben az orosz Vaszilij Golovnyin kapitányt és legénységét elfogták a Nambu-klán tagjai, amikor Kunasirben megálltak hidrográfiai felmérésük alkalmával, és a Macumae-hatóságokhoz küldték őket. Mivel a japán Takadaja Kahei kereskedőt ugyanebben az időben fogta el egy orosz hajó Kunasir közelében, Japán és Oroszország tárgyalásokat kezdett a két ország közötti határ megállapítása érdekében.
A Japán és Oroszország közötti első egyezményt 1855-ben írták alá. Ez a simodai egyezmény, mely a határt Iturup és Urup szigetek között állapította meg. A déli szigetek Iturupig japán, az északiak pedig Uruptól kezdve orosz fennhatóság alá kerültek, Szahalin területén pedig mindkét ország népei élhettek. Később, 1875-ben Japán a szentpétervári egyezményben lemondott Szahalinról a Kuril-szigetekért cserébe.
Az 1904-től 1905-ig tartó orosz–japán háború során Gundzsi Sigetada, egy visszavonult japán tengerésztiszt és a sumsui, helyi telepesek egy csoportja megszállta a kamcsatkai partot. Oroszország csapaterősítést küldött a területre, a csoportot elfogták és internálták. A háború után Japán 1945-ig tartó halászati jogokat kapott az orosz vizeken az orosz–japán halászati egyezmény értelmében. 

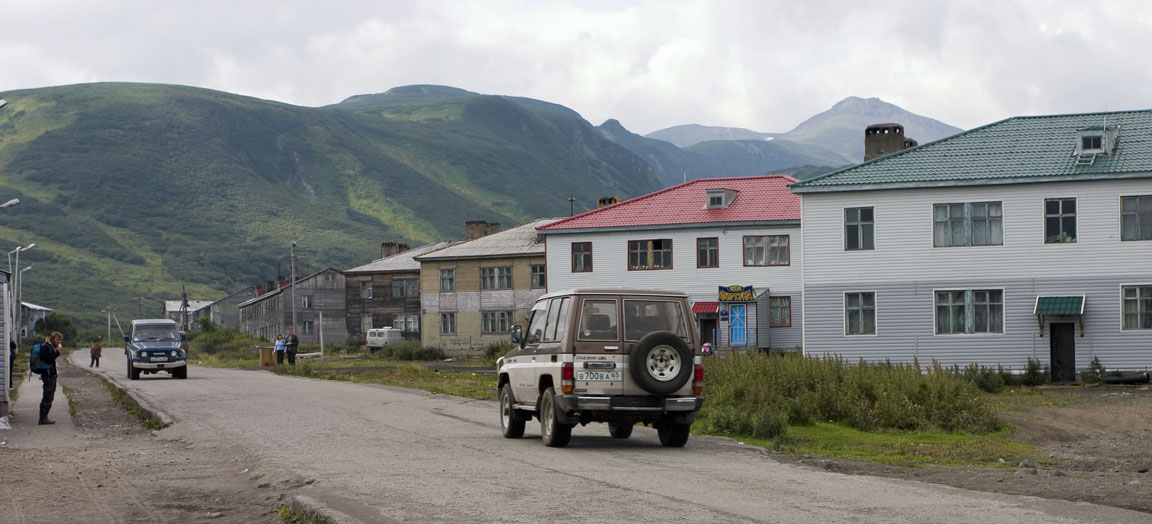
Szevero-Kurilszk főutcája (Paramusir-sziget)

A szibériai intervenció során, 1918–1925 között az északi Kuril-szigetek japán erői az Amerikai Egyesült Államok erőivel, valamint európai haderőkkel együtt elfoglalták Kamcsatka déli részét. Japán hadihajók a tenger felől mértek csapást Petropavlovszk-Kamcsatszkijra.
A második világháború végén a Szovjetunió katonai erővel visszavette Szahalin déli részét és a Kuril-szigeteket, de Japán fenntartja követelését a négy legdélebbi szigetre, Kunasirra, Iturupra, Sikotanra és a Habomai sziklákra, ezeket együttesen Északi Területeknek nevezik. Ezen területi követelések miatt nem került sor békeszerződésre a második világháború óta a két ország között.